# Rolando 2: Quest for the Golden Orchid
Pour les articles homonymes, voir Rolando.
Rolando 2: Quest for the Golden Orchid est un jeu vidéo de plates-formes développé par HandCircus et édité par ngmoco, sorti en 2009 sur iOS. Il s'agit de la suite de Rolando. La musique du jeu est de Mr. Scruff.

## Accueil
- Jeuxvideo.com : 18/20[1]